# Yannick Szczepaniak
Yannick Szczepaniak (* 29. ledna 1980 Sarreguemines) je bývalý francouzský zápasník – klasik, bronzový olympijský medailista z roku 2008.

## Sportovní kariéra
Zápasení se věnoval od 8 let v Sarreguemines na hranicích s německým Sárskem pod vedením Erica Cirka. Ve 14 letech šel studovat na střední sportovní školu olympijských naději Pierre De Coubertina na opačný konec Francie do Font-Romeu-Odeillo-Via. Od svých 18 let se specializoval na zápas řecko-římský ve vrcholovém sportovní středisku INSEP. Patřil k zápasníkům, kterým rostla forma s blížícím se olympijským (přestupným) rokem.
Ve francouzské mužské reprezentace se prosazoval do roku 2003 ve váze do 120 kg, kdy ho do přípravy na domácí mistrovství světa v Créteil pozval reprezentační trenér Ghani Yalouz. Mistrovství světa bylo zároveň první fází olympijské kvalifikace. Byl nalosován do bezejmenné 9. skupiny, ze které si pohlídal postup a celkovým 8. místem vybojoval účast na olympijských hrách v Athénách. V Athénách se opět v základní skupině vyhnul velkým zápasnickým jménům a po bezchybném taktickém výkonu postoupil z prvního místa do vyřazovacích bojů. Ve čtvrtfinále prohrál s Íráncem Sadžádem Barzím 0:3 na technické body a obsadil konečné 6. místo.
V roce 2007 se pátým místem na mistrovství světa v Baku kvalifikoval na olympijské hry v Pekingu. Ve čtvrtfinále porazil těsně 2–1 na sety zkušeného Maďara Mihály Deáka-Bárdose. V semifinále však prohrál ve dvou setech s osetským Chasanem Barojevem z Ruska (později diskvalifikovaným za doping). V souboji o třetí místo se utkal s Litevcem Mindaugasem Mizgaitisem. Úvodní set prohrál po soubojích v parteru 1:2 na technické body. Druhý set začal aktivně, když v úvodní minutě soupeře vytlačil ze žíněnky za 1 technický bod. Následně však opět nezvládl souboje s Litevcem v parteru a prohrál druhý set 1:2 na technické body. Poměrem setů 0–2 obsadil dělené 5. místo. V roce 2016 byl jeho semifinálový přemožitel Barojev novými testovacími metodami usvědčen z užití dopingu a po jeho diskvalifikaci se posunul na třetí místo.
Sportovní kariéru ukončil v roce 2012 potom co neuspěl v třífazové olympijské kvalifikaci na olympijské hry v Londýně.

### Výsledky
| Turnaj             | 1997 | 1998 | 1999 | 2000 | 2001 | 2002 | 2003 | 2004 | 2005 | 2006 | 2007 | 2008 | 2009 | 2010 | 2011 | 2012 |
| Turnaj             | 17   | 18   | 19   | 20   | 21   | 22   | 23   | 24   | 25   | 26   | 27   | 28   | 29   | 30   | 31   | 32   |
| Turnaj             | −97  | −97  | −97  | −97  | −130 | −120 | −120 | −120 | −120 | −120 | −120 | −120 | −120 | −120 | −120 | −120 |
| ------------------ | ---- | ---- | ---- | ---- | ---- | ---- | ---- | ---- | ---- | ---- | ---- | ---- | ---- | ---- | ---- | ---- |
| Olympijské hry     |      |      |      | —    |      |      |      | 6.   |      |      |      | 3.   |      |      |      | —    |
| Mistrovství světa  | —    | —    | —    |      | —    | —    | 8.   |      | —    | —    | 5.   |      | —    | úč.  | úč.  |      |
| Mistrovství Evropy | —    | —    | —    | —    | —    | —    | úč.  | úč.  | úč.  | úč.  | úč.  | 5.   | úč.  | —    | úč.  | úč.  |
| MS juniorů         | úč.  | úč.  | úč.  | 4.   |      |      |      |      |      |      |      |      |      |      |      |      |
| ME juniorů         | —    | —    | —    | 2.   |      |      |      |      |      |      |      |      |      |      |      |      |

### Olympijské hry a mistrovství světa
| Olympijské hry a mistrovství světa                 | Olympijské hry a mistrovství světa                 | Olympijské hry a mistrovství světa                 | Olympijské hry a mistrovství světa                 | Olympijské hry a mistrovství světa                 | Olympijské hry a mistrovství světa                 | Olympijské hry a mistrovství světa                 | Olympijské hry a mistrovství světa                 | Olympijské hry a mistrovství světa                 | Olympijské hry a mistrovství světa                 | Olympijské hry a mistrovství světa                 |
| Kolo                                               | Výsledek                                           | Bilance                                            | Soupeř                                             | Výsledek                                           | KB                                                 | ∑KB                                                | Styl                                               | Datum                                              | Turnaj                                             | Místo                                              |
| 2011 Mistrovství světa do 120 kg v klasickém stylu | 2011 Mistrovství světa do 120 kg v klasickém stylu | 2011 Mistrovství světa do 120 kg v klasickém stylu | 2011 Mistrovství světa do 120 kg v klasickém stylu | 2011 Mistrovství světa do 120 kg v klasickém stylu | 2011 Mistrovství světa do 120 kg v klasickém stylu | 2011 Mistrovství světa do 120 kg v klasickém stylu | 2011 Mistrovství světa do 120 kg v klasickém stylu | 2011 Mistrovství světa do 120 kg v klasickém stylu | 2011 Mistrovství světa do 120 kg v klasickém stylu | 2011 Mistrovství světa do 120 kg v klasickém stylu |
| -------------------------------------------------- | -------------------------------------------------- | -------------------------------------------------- | -------------------------------------------------- | -------------------------------------------------- | -------------------------------------------------- | -------------------------------------------------- | -------------------------------------------------- | -------------------------------------------------- | -------------------------------------------------- | -------------------------------------------------- |
| 1/32                                               | prohra                                             | 10–8                                               | Miloš Spasić (SRB)                                 | 1–2 (2:0, 0:2, 0:1)                                | 1                                                  | 1                                                  | Zápas řecko-římský                                 | 13. září 2011                                      | Mistrovství světa                                  | Istanbul, Turecko                                  |
| 2010 Mistrovství světa do 120 kg v klasickém stylu |                                                    |                                                    |                                                    |                                                    |                                                    |                                                    |                                                    |                                                    |                                                    |                                                    |
| 1/32                                               | prohra                                             | 10–7                                               | Chasan Barojev (RUS)                               | 0–2 (0:2, 0:1)                                     | 0                                                  | 0                                                  | Zápas řecko-římský                                 | 7. září 2010                                       | Mistrovství světa                                  | Moskva, Rusko                                      |
| 2008 Olympijské hry do 120 kg v klasickém stylu    |                                                    |                                                    |                                                    |                                                    |                                                    |                                                    |                                                    |                                                    |                                                    |                                                    |
| o bronz                                            | prohra                                             | 10–6                                               | Mindaugas Mizgaitis (LTU)                          | 0–2 (1:2, 1:2)                                     | 1                                                  | 12                                                 | Zápas řecko-římský                                 | 14. srpen 2008                                     | Olympijské hry                                     | Peking, Čína                                       |
| semifinále                                         | vítězství*                                         | 10–5                                               | Chasan Barojev (RUS)                               | DQ – doping (2:3)                                  | 5                                                  | 11                                                 | Zápas řecko-římský                                 | 14. srpen 2008                                     | Olympijské hry                                     | Peking, Čína                                       |
| čtvrtfinále                                        | vítězství                                          | 9–5                                                | Mihály Deák-Bárdos (HUN)                           | 2–1 (1*:1, 0:2, 1*:1)                              | 3                                                  | 6                                                  | Zápas řecko-římský                                 | 14. srpen 2008                                     | Olympijské hry                                     | Peking, Čína                                       |
| 1/16                                               | vítězství                                          | 8–5                                                | Ivan Ivanov (BUL)                                  | 2–1 (1*:1, 1:1*, 1*:1)                             | 3                                                  | 3                                                  | Zápas řecko-římský                                 | 14. srpen 2008                                     | Olympijské hry                                     | Peking, Čína                                       |
| 2007 Mistrovství světa do 120 kg v klasickém stylu |                                                    |                                                    |                                                    |                                                    |                                                    |                                                    |                                                    |                                                    |                                                    |                                                    |
| o bronz                                            | prohra                                             | 7–5                                                | Dremiel Byers (USA)                                | 1–2 (1*:1, 0:2, 1:2)                               | 1                                                  | 13                                                 | Zápas řecko-římský                                 | 19. září 2007                                      | Mistrovství světa                                  | Baku, Ázerbájdžán                                  |
| opravy                                             | vítězství                                          | 7–4                                                | David Vála (CZE)                                   | 2–0 (1*:1, 2:0)                                    | 3                                                  | 12                                                 | Zápas řecko-římský                                 | 19. září 2007                                      | Mistrovství světa                                  | Baku, Ázerbájdžán                                  |
| čtvrtfinále                                        | prohra                                             | 6–4                                                | Chasan Barojev (RUS)                               | 0–2 (1:5, 1:4)                                     | 1                                                  | 9                                                  | Zápas řecko-římský                                 | 19. září 2007                                      | Mistrovství světa                                  | Baku, Ázerbájdžán                                  |
| 1/16                                               | vítězství                                          | 6–3                                                | Muroddžon Tujčijev (TJK)                           | 2–0 (4:1, 2:1)                                     | 3                                                  | 8                                                  | Zápas řecko-římský                                 | 19. září 2007                                      | Mistrovství světa                                  | Baku, Ázerbájdžán                                  |
| 1/32                                               | vítězství                                          | 5–3                                                | Marek Mikulski (POL)                               | lopatky (5:12)                                     | 5                                                  | 5                                                  | Zápas řecko-římský                                 | 19. září 2007                                      | Mistrovství světa                                  | Baku, Ázerbájdžán                                  |
| 2004 Olympijské hry do 120 kg v klasickém stylu    |                                                    |                                                    |                                                    |                                                    |                                                    |                                                    |                                                    |                                                    |                                                    |                                                    |
| o 5. místo                                         | prohra                                             | 4–3                                                | Mijaín López (CUB)                                 | nenastoupil                                        | 0                                                  | 0                                                  | Zápas řecko-římský                                 | 24.–25. srpen 2004                                 | Olympijské hry                                     | Athény, Řecko                                      |
| čtvrtfinále                                        | prohra                                             | 4–2                                                | Sadžád Barzí (IRI)                                 | tech. body (0:3)                                   | 0                                                  | 7                                                  | Zápas řecko-římský                                 | 24.–25. srpen 2004                                 | Olympijské hry                                     | Athény, Řecko                                      |
| 1. skupina                                         | vítězství                                          | 4–1                                                | Rafael Barreno (VEN)                               | tech. přev. (2:52)                                 | 4                                                  | 7                                                  | Zápas řecko-římský                                 | 24.–25. srpen 2004                                 | Olympijské hry                                     | Athény, Řecko                                      |
| 1. skupina                                         | vítězství                                          | 3–1                                                | Ajkaz Galstjan (ARM)                               | tech. body (3:1)                                   | 3                                                  | 3                                                  | Zápas řecko-římský                                 | 24.–25. srpen 2004                                 | Olympijské hry                                     | Athény, Řecko                                      |
| 2003 Mistrovství světa do 120 kg v klasickém stylu |                                                    |                                                    |                                                    |                                                    |                                                    |                                                    |                                                    |                                                    |                                                    |                                                    |
| čtvrtfinále                                        | prohra                                             | 2–1                                                | Mindaugas Mizgaitis (LTU)                          | tech. body (1:3)                                   | 0                                                  | 6                                                  | Zápas řecko-římský                                 | 2.–4. říjen 2003                                   | Mistrovství světa                                  | Créteil, Francie                                   |
| 9. skupina                                         | vítězství                                          | 2–0                                                | Roe Kleive (NOR)                                   | tech. body (6:0)                                   | 3                                                  | 6                                                  | Zápas řecko-římský                                 | 2.–4. říjen 2003                                   | Mistrovství světa                                  | Créteil, Francie                                   |
| 9. skupina                                         | vítězství                                          | 1–0                                                | Li Žen (CHN)                                       | tech. body (3:1)                                   | 3                                                  | 3                                                  | Zápas řecko-římský                                 | 2.–4. říjen 2003                                   | Mistrovství světa                                  | Créteil, Francie                                   |